# Сиббс, Ричард
Ричард Сиббс (англ. Richard Sibbes, 1577—1635) — влиятельный английский протестантский богослов.

## Биография
Сын мастера по ремонту колёс. С 1595 года обучался в колледже Святого Иоанна в Кембридже. В 1608 году был рукоположен в англиканской церкви в Норвиче. В 1609 году стал одним из проповедников колледжа, а в 1610 году получил степень бакалавра богословия. С 1611 по 1616 год служил проповедником в церкви Святой Троицы в Кембридже. Его проповеди будили верующих Кембриджа от духовного безразличия. Для размещения потока посетителей в церкви пришлось построить галерею.
В 1617 году переехал в Лондон, читал лекции в Grey’s Inn, одном из самых важных центров Англии по изучению основ и практики права, с 1626 года возглавил Колледж Святой Екатерины в Кембридже. Под его руководством колледж восстановил былой престиж. В 1633 году король Карл I предложил Сиббсу попечение над Колледже Святой Троицы в Кембридже. Сиббс продолжал служить проповедником в Grey’s Inn, Колледжей Святой Екатерины и Святой Троицы до своей смерти в 1635 году.
Известен как библейский критик и вместе с Уильямом Перкинсом и Джоном Престоном один из наиболее видных деятелей пуританского движения эпохи правления королевы Елизаветы I и Карла I .
В начале XVII века они пришли к некоторому согласию с Церковью и приобрели в ней влияние, выделяясь своим подчёркнутым благочестием. Ричард Гринхэм, Ричард Роджерс, Уильям Перкинс и Ричард Сиббс имели репутацию «врачевателей душ», убеждая верующих в гарантированности их спасения. В отличие от континентальных кальвинистов, они придерживались строгого соблюдения субботнего покоя (празднование воскресенья как христианской субботы) и ведения благочестивого образа жизни в целом, включая чтение душеспасительной литературы и пение псалмов.
Автор сочинений «Кордиал Святого» (1629), «Трость надломленная и лён курящийся» (1631), «Конфликт душ» (1635).